# Luchino Visconti
Luchino Visconti di Modrone, hrabia di Lonate Pozzolo (ur. 2 listopada 1906 w Mediolanie, zm. 17 marca 1976 w Rzymie) – włoski scenarzysta i reżyser teatralny, filmowy i operowy oraz pisarz. We wczesnym okresie twórczości przedstawiciel neorealizmu.

## Życiorys
Urodził się w znanej arystokratycznej rodzinie Viscontich, jako czwarty syn księcia Giuseppe Visconti di Modrone i Carli Visconti, z domu Erba. W 1936 wyjechał do Paryża, gdzie rozpoczął swoją karierę filmową pod opieką reżysera Jeana Renoira, którego poznał dzięki ich wspólnej znajomej – dyktatorce mody Coco Chanel. Współpracował z nim przy filmach Une partie de campagne, Les bas fonds i Tosca.
Mimo swych korzeni, częściowo pod wpływem Renoira oraz na przekór doświadczeniom włoskiego faszyzmu, Visconti wybrał ideologię marksizmu, której pozostał wierny do końca życia. Samodzielną pracę jako reżyser rozpoczął we Włoszech w 1941, realizując według amerykańskiej powieści kryminalnej Listonosz zawsze dzwoni dwa razy (The Postman Always Rings Twice) Jamesa Caina film Opętanie (Ossesione). Film ten, będąc dramatem miłosnym rozgrywającym się na tle pokazanej w sposób realistyczny prowincji włoskiej, odbiegał znacznie od pompatycznej kinematografii okresu faszyzmu; dzięki swojemu autentyzmowi w reprezentowaniu życia niższych warstw społecznych stał się jednym ze zwiastunów powojennego nurtu neorealistycznego. Film ten wywołał oburzenie faszystowskich cenzorów, którzy nakazali zniszczyć wszystkie jego kopie.
W 1948 Visconti przystąpił do realizacji trylogii filmowej na temat Sycylii, z której zrealizowana została tylko pierwsza część – Ziemia drży (La terra trema), częściowo za własne pieniądze reżysera. Pozostałe dwie nie doszły do skutku z powodów finansowych. Ziemia drży jest prawie dosłownym wprowadzeniem w życie postulatów teoretycznych Cesare Zavattiniego. Bohaterami filmu są autentyczni rybacy sycylijscy, odtwarzający na ekranie swoje własne życie codzienne. Visconti pokazuje się w tym filmie jako rygorystyczny neorealista, dając jedno z najbardziej konsekwentnych i najwybitniejszych dzieł tego kierunku.
Następny jego film Najpiękniejsza (Bellissima) z 1951 jest historią małej dziewczynki, z której matka stara się uczynić małą gwiazdę filmową. Film utrzymany jest w tonie realistycznym i sentymentalnym. W 1954 Visconti zrealizował barwny film Zmysły (Il senso), malarsko ujęty obraz historyczny osnuty na tle walk o zjednoczenie Włoch w XIX wieku. Jest to film panoramiczny o wspaniałych scenach batalistycznych. Visconti jako pierwszy z neorealistów włoskich wkroczył na teren filmu historyczno-kostiumowego, zrywając w ten sposób z rygorystycznie pojmowanymi kanonami kierunku.
Reakcją na stwierdzany przez krytykę kryzys założeń neorealizmu jest, według oświadczenia reżysera, film Białe noce (Notti bianche, 1957), osnuty na dość dowolnej adaptacji opowiadania Fiodora Dostojewskiego pod tym samym tytułem. Białe noce są opowieścią o miłości młodej dziewczyny do nieznanego mężczyzny, rozgrywającą się na pograniczu rzeczywistości i fantastyki. Film ten zdobył drugą nagrodę Srebrnego Lwa na 18. MFF w Wenecji.
W historii światowego filmu dzieła Viscontiego stanowią przykład kina artystycznego – i to w bardzo szerokim zakresie: od surowego realizmu po subtelne melodramaty, wszystko to przeplatane elementami estetyzmu i turpizmu. Przez ponad trzydzieści lat artystycznej kariery zrealizował czternaście filmów i ponad czterdzieści przedstawień teatralnych i operowych. Krytycy podkreślają stałe wyznaczniki wizualnej strony jego filmów: imponującą scenografię i wysublimowane, malarskie kadry, oraz tematyczne: estetyzowanie śmierci i starości.
Visconti nie ukrywał swej homoseksualnej orientacji. Jego ostatnim partnerem był austriacki aktor Helmut Berger, grający rolę Martina w Zmierzchu bogów. Berger zagrał u Viscontiego również główne role w filmach Ludwig (1972) oraz Portret rodzinny we wnętrzu (1974).
Przewodniczył jury konkursu głównego na 22. MFF w Cannes (1969).

## Filmografia
- 1943: Opętanie (Ossessione) – scenariusz i reżyseria
- 1948: Ziemia drży (La terra trema: Episodio del mare) – scenariusz i reżyseria
- 1951: Najpiękniejsza(inne języki) (Bellissima) – scenariusz i reżyseria
- 1953: Jesteśmy kobietami(inne języki) (Siamo donne) – scenariusz i reżyseria
- 1954: Zmysły (Senso) – scenariusz i reżyseria
- 1957: Białe noce(inne języki) (Le notti bianche) – scenariusz i reżyseria
- 1960: Rocco i jego bracia (Rocco e i suoi fratelli) – scenariusz i reżyseria
- 1962: Boccaccio ’70 – jeden z reżyserów i scenarzystów
- 1963: Lampart (Il gattopardo) – scenariusz i reżyseria
- 1965: Błędne gwiazdy Wielkiej Niedźwiedzicy(inne języki) (Vaghe stelle dell’Orsa) – scenariusz i reżyseria
- 1966: Czarownice(inne języki) (Le streghe) – scenariusz i reżyseria
- 1967: Obcy (Lo straniero) – scenariusz i reżyseria
- 1969: Zmierzch bogów (La caduta degli dei) – scenariusz i reżyseria
- 1970: W poszukiwaniu Tadzia(inne języki) (Alla ricerca di Tadzio) – scenariusz i reżyseria oraz aktor
- 1971: Śmierć w Wenecji (Morte a Venezia) – produkcja, scenariusz i reżyseria
- 1972: Ludwig(inne języki) – scenariusz i reżyseria
- 1974: Portret rodzinny we wnętrzu (Gruppo di famiglia in un interno) – scenariusz i reżyseria
- 1976: Niewinne (L’innocente) – scenariusz i reżyseria

## Nagrody
- 1972: Śmierć w Wenecji – Złota Palma na 25. MFF w Cannes (nominacja), Nagroda Specjalna, BAFTA najlepszy reżyser (nominacja)
- 1970: Zmierzch bogów – Oscar za najlepszy scenariusz oryginalny (nominacja)
- 1967: Obcy – Złoty Lew na 28. MFF w Wenecji (nominacja)
- 1965: Błędne gwiazdy Wielkiej Niedźwiedzicy – Złoty Lew na 26. MFF w Wenecji
- 1963: Lampart – Złota Palma na 16. MFF w Cannes
- 1960: Rocco i jego bracia – Złoty Lew (nominacja), Nagroda FIPRESCI i Nagroda Specjalna Jury na 21. MFF w Wenecji
- 1957: Białe noce – Złoty Lew (nominacja), Srebrny Lew na 18. MFF w Wenecji
- 1954: Zmysły – Złoty Lew na 15. MFF w Wenecji (nominacja)